# جهاركس الخليلي
الأمير جهاركس الخليلي، كان أمير من أحد امرا الدولة المملوكية في عهد السلطان الظاهر برقوق، ومقربا إليه؛ ويحمل لقب «أمير أخور». مات في دمشق في القرن السادس عشر، وتركت جثته في الخلاء؛ لتلتهمها الحيوانات البرية.

## حياته
كان الأمير جهاركس الخليلي معروفا بمقته للفاطميين، وقد دمر مقابرهم بالزعفران وبنى مكانها خان الخليلي الذي مازال يعرف باسمه حتى الآن؛ والذي أزاله السلطان الغوري، بدوره: في شهر ربيع الأول من عام 917هـ (1511م)، وأقام مكانه محال ووكالات ونزلا للتجار. ومات جهاركس الخليلي بدمشق، وتركت جثته في الخلاء؛ لتلتهمها الحيوانات البرية. ويقول المؤرخون بأنه دفع ثمن إخراج جثث الفاطميين، وإلقاء بقاياهم على ركام الأكوام خارج القاهرة.
أنشأ الأمير جهاركس الخليلى سنة 1382. خانه المعروف بخان الخليلى، على أنقاض ترب الخلفاء الفاطميين في مصر والتي عرفت باسم «تربة الزعفران» ، وكانت على الجزء الجنوبي من قصر الخلافة الفاطمي. في سنة 1409م.

## مقالات ذات صلة
- المماليك
- الفاطميون